# Heteroglaux
Heteroglaux is een geslacht van vogels uit de familie uilen (Strigidae). Het geslacht teltde één soort. Bij nader verwantschaponderzoek bleek dat de soort tot het geslacht Athene kon worden gerekend:
- Athene blewitti synoniem: Heteroglaux blewitti - bossteenuil